# Minettia nitidiventris
Minettia nitidiventris är en tvåvingeart som beskrevs av Malloch 1935. Minettia nitidiventris ingår i släktet Minettia och familjen lövflugor. Inga underarter finns listade i Catalogue of Life.